# Diego Malta
Diego Malta fue un director técnico mexicano. Diego Mercado y Diego Malta fueron los primeros técnicos mexicanos en llevar a Tecos a una liguilla. Diego Malta ascendió a la Primera división al Monarcas Morelia en 1980; al Club Deportivo Irapuato en 1984 y al Correcaminos de la UAT en 1987.

## Clubs como entrenador
- Tecos de la UAG (1976 - 1977)
- Monarcas Morelia (1981 - 1982)
- Club Deportivo Irapuato (1986 - 1987)
- Correcaminos de la UAT (1987 - 1988)
- Club Santos Laguna (1988 - 1989)
- Club Zacatepec (1991 - (1992)

- Datos: Q476892